# Колфилд, Джоан
Джоан Колфилд (англ.  Joan Caulfield), имя при рождении Беатрис Джоан Колфилд (англ.  Beatrice Joan Caulfield; 1 июня 1922 года — 18 июня 1991 года) — американская модель и актриса театра, кино и телевидения 1940—1960-х годов.
Среди наиболее значимых фильмов с участием Колфилд — «Месье Бокэр» (1946), «Голубые небеса» (1946), «Вне подозрений» (1947), «Дорогая Руфь» (1947), «Добро пожаловать, незнакомец» (1947), «Кража» (1948), «Дорогая жена» (1949) и «Красотка» (1950). На телевидении она играла главную женскую роль в ситкоме «Мой любимый муж» (1953—1955) и заглавную роль в ситкоме «Сэлли» (1957—1958).

## Ранние годы и начало карьеры
Джоан Колфилд родилась 1 июня 1922 года в Уэст-Ориндже, Нью-Джерси, она была одной из трёх дочерей администратора авиакомпании. 

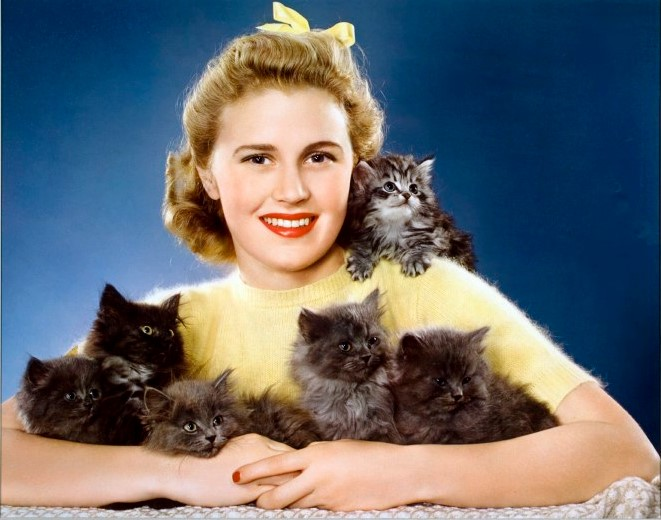
Джоан Колфилд. Фото для журнала McCall’s (1941)

Когда она была подростком, семья переехала в Нью-Йорк. Колфилд начинала актёрскую карьеру в классах драматического мастерства и выступлениях в школьных постановках. Поступив в Колумбийский университет, Джоан стала выступать в студенческом театре. Она сыграла во множестве постановок, «вызывая восторг критики».
Университетские друзья уговорили её попытать счастье в качестве модели. Она начала работать в престижном модельном агентстве Гарри Коновера, вскоре стал популярной моделью журналов мод. Её цветные фото стали регулярно публиковаться на обложках национальных журналов, в том числе майского номера журнала «Лайф» в 1942 году.

## Театральная карьера
В 1942 году на Колфилд обратил внимание известный бродвейский продюсер Джордж Эбботт, который пригласил её на роль (глупой блондинки) в музыкальной комедии «Лучше всех» (1942). Хотя мюзикл не имел успеха, критики обратили внимание на «определённо обаятельную» внешность и многообещающий комедийный талант Колфилд.
Первый крупный сценический успех Колфилд пришёл в роли Корлисс Арчер в комедии «Поцелуй и скажи» (1943—1945), превратив «начинающую актрису в горячий товар». Колфилд собрала восторженные отклики за свою «естественную и полюбившуюся» игру и была избрана самой многообещающей актрисой на ежегодном голосовании театральных критиков Нью-Йорка. После 14 месяцев и 480 представлений в начале 1944 года Колфилд ушла из спектакля (который в итоге выдержал 962 представления). Кроме того, пьеса дважды экранизировалась, и по ней был сделан телесериал «Знакомьтесь с Корлисс Арчер» (1954). После этого спектакля Колфилд начала получать приглашения из Голливуда.

## Карьера в кинематографе
В 1945 году Колфилд подписала контракт с киностудией Paramount Pictures, в том же году дебютировав в звёздной музыкальной комедии с Бингом Кросби «Таверна Даффи» (1945). Следующая картина, медицинская романтическая мелодрама «У мисс Сьюзи Слэгл» (1946), подняла её на новый уровень. По мнению Гленна Фаулера, Колфилд взлетела к звёздному статусу благодаря таким фильмам, как приключенческая комедия «Месье Бокэр» (1946) с Бобом Хоупом и мюзикл «Голубые небеса» (1946) с Фредом Астером и Бингом Кросби.
Её игру в фильме «Месье Бокэр» (1946) кинокритик Босли Краузер охарактеризовал в «Нью-Йорк Таймс» как «восхитительно лёгкую». Фильм «Голубые небеса» (1946) стал большим хитом, а Краузер в своей рецензии назвал Колфилд «самой прекрасной и пассивной в роли девушки, которая не слишком серьёзно воспринимает интерес к ней (персонажей) Кросби и Астера». В 1946 году Колфилд заняла 10 место в списке актрис с наибольшими кассовыми сборами, составленным журналом Variety, несмотря на то, что в паре с Астером она явно не тянула. Как отметил историк кино А. И. Мовис, «в дальнейшем становилось всё более очевидно, что она не очень убедительна как драматическая актриса».
Год спустя последовали такие успешные фильмы, как романтическая комедия «Дорогая Руфь» (1947), где её партнёром был Уильям Холден, а также комедия «Добро пожаловать, незнакомец» (1947) с Бингом Кросби. Как отметил современный историк кино Ханс Воллстейн, в «Дорогой Руфь» Колфилд была «на своём месте, выдавая сдержанную игру в главной роли девушки, предприимчивая младшая сестра которой (Мона Фриман) посылает по почте её фото армейскому лейтенанту (Холден), который служит за рубежом». Эта популярная комедия породила два сиквела — «Дорогая жена» (1950) и «Дорогой брат» (1951), однако в последней из этих картин Колфилд уже не сыграла. Как отметил Мовис, «картина оказалась золотой в кассовом плане, и Джоан получила после этого свои самые сладкие роли». Однако, несмотря на зрительский успех, Воллстейн посчитал, что хотя Колфилд и стала «украшением своих первых музыкальных феерий и комедий», в целом они были «довольно слабыми».
В 1947 году Колфилд отдали в аренду на студию Warner Bros. для съёмок в фильме нуар «Вне подозрений» (1947), который, по мнению критиков, был бледной имитацией «Лоры» (1944). В этой картине Колфилд сыграла важную роль молодой наследницы крупного состояния и племянницы коварного главного героя (Клод Рейнс), которая, по словам Воллстейна, «можно сказать, возвращается из могилы». По мнению критика, этот фильм показал, что когда Колфилд стала играть с такими сильными драматическими актёрами, как Одри Тоттер, Констанс Беннетт и особенно Рейнс, «оказывалось, что они её превосходят».
Год спустя на студии Universal Pictures Колфилд сыграла в своём втором фильме нуар «Кража» (1948). На этот раз она была богатой военной вдовой, из которой мошенники тянут деньги якобы на строительство военного мемориала в честь её мужа. По мнению кинокритика «Нью-Йорк Таймс» Томаса Прайора, хотя сюжет фильма не нов и не оригинален, а также хромает в плане логики, тем нем менее картина выигрывает благодаря создаваемому напряжению, «растущей подозрительности и враждебности» между членами банды, а также сильной актёрской игре Джона Пейна и Дэна Дьюриа в главных ролях. Что касается Колфилд, то она умело создаёт образ «томной до изнеможения вдовы», однако заметно уступает Шелли Уинтерс в роли «грубой, крикливой и соблазнительной» подружки преступников.

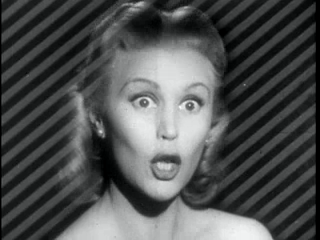
Джоан Колфилд в фильме «Леди говорит нет» (1951)

В 1949 году Paramount не продлила контракт с Колфилд, и она стала фрилансером. В 1950-е годы она сыграла главные роли в комедиях «Красивая девушка» (1950), «Леди говорит нет» (1951), а также роль второго плана в приключенческой мелодраме «Дожди Раничипура» (1955). По мнению Мэвиса, это были «определённо банальные и тусклые картины». В 1960-х годах последовали «три унылых низкобюджетных вестерна» — «Скотопромышленник» (1963), «Красный томагавк» (1967) и «Оленья шкура» (1968), в которых Колфилд сыграла главные женские роли. Её последними работами в кино стали малопримечательный триллер «Отважные доберманы» (1973) и вестерн «Охранник Пони-экспресс» (1976).

## Карьера на телевидении
В 1952 году Колфилд впервые сыграла на телевидении в телесериале «Роберт Монтгомери представляет». Уже в следующем году актриса стала сниматься в ситкоме «Мой любимый муж» (1953—1955) в главной женской роли не слишком умной жены банковского руководителя (Барри Нельсон). В течение двух сезонов Колфилд сыграла в 82 эпизодах сериала, однако в третьем сезоне, когда сериал сменил формат и перестал выходить в прямом эфире, Колфилд заменила актриса Ванесса Браун.

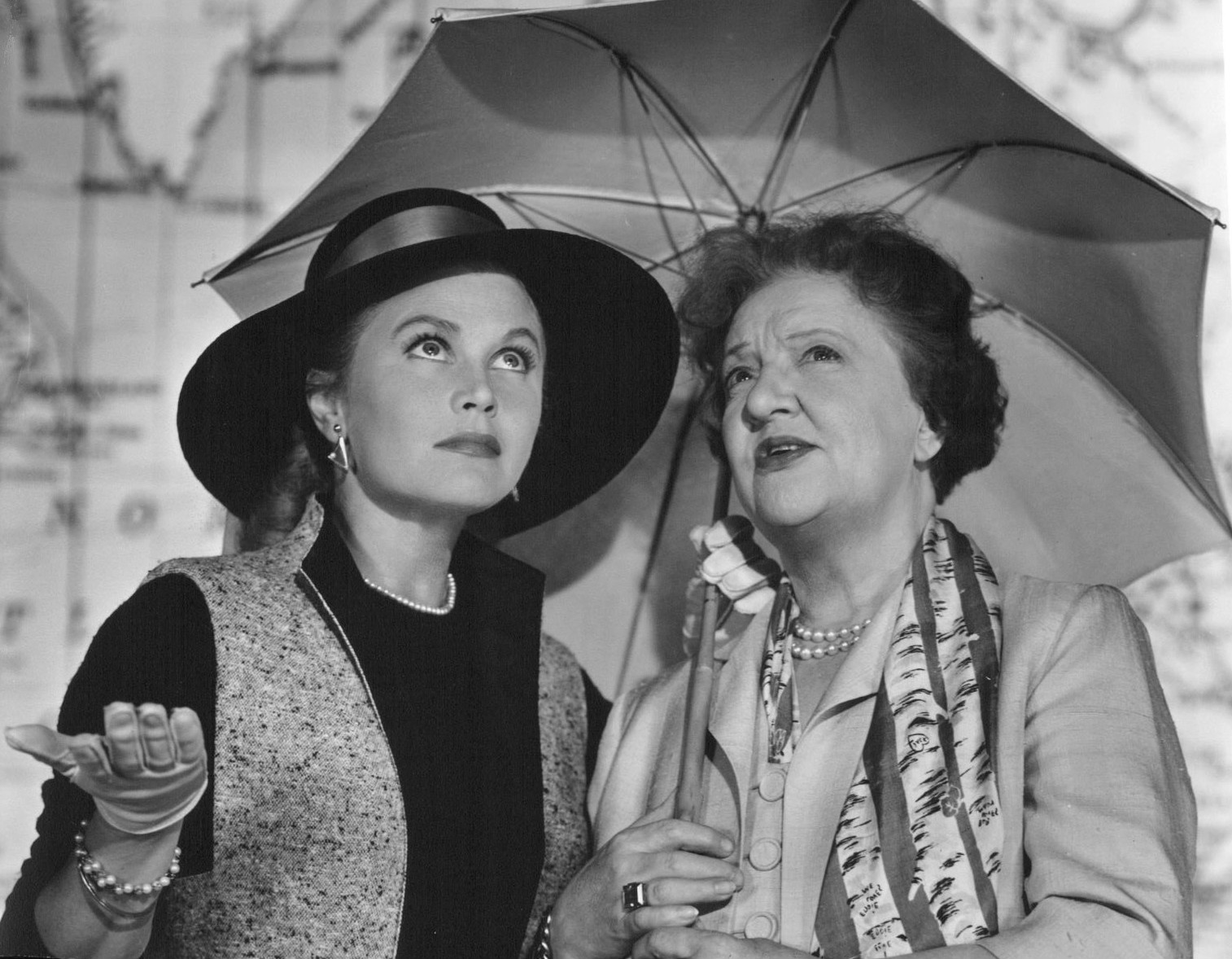
Джоан Колфилд и Мэрион Лорн в телесериале «Сэлли» (1957)

В 1957—1958 годах Колфилд играла главную женскую роль Сэлли Трусдейл в ситкоме «Сэлли». В 26 эпизодах этого сериала она была компаньонкой немолодой, путешествующей по миру богатой владелицы универмага (её роль играла Мэрион Лорн). Продюсером этого сериала был Фрэнк Росс, тогдашний муж Колфилд, который собрал сильный состав актёров второго плана. Однако сериал по рейтингам уступал своим конкурентам — «Маверику» (1957) и «Папа-холостяк» (1957) — и в итоге был закрыт после первого сезона.
В дальнейшем Колфилд выступала в качестве гостевой звезды в отдельных эпизодах телесериалов «Преследование» (1958), «Театр „Дженерал Электрик“» (1959), «Шайенн» (1962), «Правосудие Бёрка» (1963—1965), «Три моих сына» (1966), «Высокий кустарник» (1967), «Чародей» (1973), «Баретта» и «Она написала убийство» (1987), который стал её последней экранной работой.

## Возобновление театральной карьеры
В 1950-е годы Колфилд вернулась на сцену, гастролируя по стране со спектаклями «Голос черепахи», «Девушка мечты» и «Клодиа», а также выступала в Чикаго в постановках «Ревёт, как голубь» и «Дела штата». В 1960 году она гастролировала со спектаклем «Любовь от незнакомца», а в 1962 году — со спектаклем «Цветок кактуса». В 1971 году весь летний сезон она играла в спектакле Нила Саймона «Люкс на площади», который получил хорошие отклики. Год спустя Колфилд гастролировала с хитовой бродвейской комедией «Бабочки свободны» (1972), где играла главную роль доминирующей матери.

## Актёрское амплуа и оценка творчества
Колфилд была белокурой, голубоглазой красавицей с персико-кремовым цветом лица, и её «исключительные внешние данные вкупе с природной скромностью» обеспечили ей работу в престижном модельном агентстве Гарри Коновера и съёмки для обложек топовых модных журналов страны. Как говорила сама Колфилд, «мне очень повезло, что я хорошо получаюсь на цветных фотографиях».
В начале 1940-х годов Колфилд стала играть роли инженю на Бродвее, а в 1944 году заключила договор с кинокомпанией Paramount, где вплоть до 1950 года сыграла в 11 фильмах, включая пару фильмов в аренде на Warner Brothers и Universal Pictures. По словам Фаулера, в 1940-е годы Колфилд играла главные роли в кино, а в 1950-е годы — в ситкомах на телевидении. Одно время она считалась одной из выдающихся экранных красоток, и, по словам многих операторов, одной из немногих актрис, которую практически невозможно было снять плохо.
Большинство фильмов Колфилд на Paramount были музыкальными комедиями, где её партнёрами были такие звёзды, как Боб Хоуп, Бинг Кросби и Фред Астер. По мнению многих критиков, вершиной её голливудской карьеры стала главная роль (в паре с Уильямом Холденом) в качественной семейной комедии «Дорогая Руфь» (1947).
Как пишет Воллстейн, как правило, Колфилд играла «сексуально неопасных блондинок, украшавших послевоенный голливудский эскапизм». По словам критика, хотя она не была выдающейся актрисой, «тем не менее, её вспоминают с радостью за то, что она несла благородство и красоту дрезденской куколки в первые послевоенные годы. Она выступала приятным и успокаивающим противовесом фатальным роковым женщинам, которые определяли ту эпоху». Как пишет Мовис, «в качестве исполнительницы главных ролей она была благовоспитанной, культурной и соблазнительной, но без излишне откровенной сексуальной привлекательности. Зачастую она играла чисто декоративную роль». Историк кино Ефраим Катц отметил, что «на протяжении нескольких лет она была в числе топ-звёзд Paramount, излучая нежную женственность и скромную красоту, но редко что-либо ещё». По словам Фаулера, фильмы с участием Колфилд «максимально использовали её красоту, хотя она намеревалась создать себе имя как актриса, а не как, по её словам, „просто декорация“». В 1971 году Колфилд сказала: «До 1952 года я играла саму себя, и только после этого научилась быть актрисой».

## Личная жизнь
В 1950 году Колфилд вышла замуж за кинопродюсера Фрэнка Росса и после этого играла в кино лишь от случая к случаю. Росс был продюсером и режиссёром её фильма «Леди говорит нет» (1951), продюсером её фильма «Дожди Ранчипура» (1955), а также продюсером нескольких эпизодов сериала «Сэлли» (1957—1958). В ноябре 1959 года у них родился сын Колфилд Кевин Росс, а в 1960 году они развелись.
В 1960 году Колфилд вышла замуж за дантиста Роберта Питерсона, в браке с которым в 1962 году родился сын Джон Колфилд Питерсон. В 1966 году они развелись.
Колфилд жила в Беверли-Хиллс.

## Смерть
Джоан Колфилд умерла 18 июня 1991 года в Лос-Анджелесе от рака в возрасте 69 лет. У неё осталось два сына, две сестры и внук.
На следующий день, 19 июня 1991 года, умерла актриса Джин Артур, которая была первой женой Фрэнка Росса, первого мужа Колфилд, который умер в 1990 году.

## Имя «Холден Колфилд»
Писатель Дж. Д. Сэлинджер дал главному герою своего романа «Над пропастью во ржи» (1951) имя «Холден Колфилд», что странным образом совпадает с фамилиями актёров Уильяма Холдена и Джоан Колфилд, которые исполнили главные роли в фильме «Дорогая Руфь» (1947). Сегодня учёные считают это совпадением. Большинство специалистов придерживается мнения, что если фамилию «Колфилд» писатель действительно позаимствовал у Джоан, которая в 1941—1942 годах была известной моделью и театральной актрисой, то имя «Холден» скорее всего принадлежало школьному другу Сэлинджера.

## Фильмография
| Год        |    | Русское название                | Оригинальное название        | Роль                              |
| ---------- | -- | ------------------------------- | ---------------------------- | --------------------------------- |
| 1945       | ф  | Таверна Даффи                   | Duffy's Tavern               | Джоан Колфилд                     |
| 1946       | ф  | Мисс Сьюзи Слагл                | Miss Susie Slagle's          | Маргаретта Хау                    |
| 1946       | ф  | Месье Бокэр                     | Monsieur Beaucaire           | Мими                              |
| 1946       | ф  | Голубые небеса                  | Blue Skies                   | Мэри О’Хара                       |
| 1947       | ф  | Дорогая Руфь                    | Dear Ruth                    | Руфь Уильямс                      |
| 1947       | ф  | Добро пожаловать, незнакомец    | Welcome Stranger             | Труди Мейсон                      |
| 1947       | ф  | Девушка из варьете              | Variety Girl                 | Джоан Колфилд                     |
| 1947       | ф  | Вне подозрений                  | The Unsuspected              | Матильда Фрезиер                  |
| 1948       | ф  | Святые сестры                   | The Sainted Sisters          | Джейн Стэнтон                     |
| 1948       | ф  | Кража                           | Larceny                      | Дебора Оуэнс Кларк                |
| 1949       | ф  | Дорогая жена                    | Dear Wife                    | Руфь Сикрофт                      |
| 1950       | ф  | Девушка Петти                   | The Petty Girl               | профессор Виктория Бреймор        |
| 1950       | ф  | Леди говорит «нет»              | The Lady Says No             | Доринда Хэтч                      |
| 1950—1956  | с  | Видео-театр «Люкс»              | Lux Video Theatre            | разные роли (2 эпизода)           |
| 1951—1956  | с  | Театр звёзд «Шлитц»             | Schlitz Playhouse of Stars   | разные роли (3 эпизода)           |
| 1952       | с  | Роберт Монтгомери представляет  | Robert Montgomery Presents   | Кей Бёрнс (1 эпизод)              |
| 1952       | с  | Голливудская премьера           | Hollywood Opening Night      | (1 эпизод)                        |
| 1952— 1957 | с  | Телевизионный театр «Форд»      | The Ford Television Theatre  | разные роли (2 эпизода)           |
| 1953—1955  | с  | Мой любимый муж                 | My Favorite Husband          | Лиз Купер/Лиз Джордж (82 эпизода) |
| 1955       | ф  | Дожди Ранчипура                 | The Rains of Ranchipur       | Ферн Саймон                       |
| 1956       | с  | Театр знаменитостей             | Celebrity Playhouse          | (1 эпизод)                        |
| 1956       | с  | Театр кинорежиссёров            | Screen Directors Playhouse   | Мэгги Тайлер (1 эпизод)           |
| 1957— 1958 | с  | Сэлли                           | Sally                        | Сэлли Трусдейл (26 эпизодов)      |
| 1958       | с  | Преследование                   | Pursuit                      | (1 эпизод)                        |
| 1959       | с  | Театр «Дженерал Электрик»       | General Electric Theater     | Элизабет (1 эпизод)               |
| 1961       | с  | Гонконг                         | Hong Kong                    | Лора Джонсон (1 эпизод)           |
| 1962       | с  | Шайенн                          | Cheyenne                     | Дарси Клей (1 эпизод)             |
| 1963       | ф  | Скотопромышленник               | Cattle King                  | Шарлин Траверс                    |
| 1963—1965  | с  | Правосудие Бёрка                | Burke's Law                  | разные роли (3 эпизода)           |
| 1966       | с  | Три моих сына                   | My Three Sons                | Флоренс Гленденни (1 эпизод)      |
| 1967       | ф  | Красный томагавк                | Red Tomahawk                 | Дакота Лил Маккой                 |
| 1967       | с  | Высокий кустарник               | The High Chaparral           | Аннали Кэннон (1 эпизод)          |
| 1968       | ф  | Оленья шкура                    | Buckskin                     | Нора Джонсон                      |
| 1973       | ф  | Отважные доберманы              | The Daring Dobermans         | Клодиа                            |
| 1973       | с  | Чародей                         | The Magician                 | Лулу (1 эпизод)                   |
| 1975       | тф | Хартфилды и Маккои              | The Hatfields and the McCoys | Сара Маккой                       |
| 1975       | тф | Убийства на космическом корабле | The Space-Watch Murders      |                                   |
| 1976       | ф  | Охранник Пони-Экспресс          | Pony Express Rider           | Шарлотта                          |
| 1977       | с  | Баретта                         | Baretta                      | Кэрол Питерс (1 эпизод)           |
| 1987       | с  | Она написала убийство           | Murder, She Wrote            | Мэри Роуз Уелч (1 эпизод)         |